# モーリス・エヴァンス (俳優)
モーリス・エヴァンス（Maurice Herbert Evans,  1901年6月3日 - 1989年3月12日）は、イギリスの俳優。

## 来歴
イングランド・ドーセット・ドーチェスター生まれ。
1926年、舞台デビューし、1932年、オールド・ヴィック・シアターに加入し、多くのシェイクスピア演劇に出演した。
1961年、テレビドラマ『マクベス』でプライムタイム・エミー賞主演男優賞を受賞した。
映画『猿の惑星』、『続・猿の惑星』で猿族のザイアス博士を、テレビドラマ『奥さまは魔女』で主人公サマンサの父を演じた事でも知られる。
1989年3月12日死去、87歳。

## 主な出演作品
- アンドロクレスと獅子（ライオン） Androcles and the Lion (1952)
- 奥さまは魔女 Bewitched (1964 - 1971) テレビドラマ
- 大将軍 The War Lord (1965)
- バットマン Batman (1966) テレビドラマ
- 0011ナポレオン・ソロ The Man from U.N.C.L.E. (1966)  テレビドラマ
- 0011ナポレオン・ソロ/消えた相棒 One of Our Spies Is Missing (1966) テレビドラマ
- ダイヤモンド・ジャック Jack of Diamonds (1967)
- 猿の惑星 Planet of the Apes (1968)
- ローズマリーの赤ちゃん Rosemary's Baby (1968)
- SF空中蒸発 The Body Stealers (1969)
- 続・猿の惑星 Beneath the Planet of the Apes (1970)
- 蝋人形館の恐怖 Terror in the Wax Museum (1973)
- 刑事コロンボ 第5シーズン 第32話「忘れられたスター」 Columbo: Forgotten Lady (1975) テレビドラマ
- 天国から落ちた男 The Jerk (1979)